# Fargesia hackelii
Fargesia hackelii är en gräsart som beskrevs av Dieter Ohrnberger. Fargesia hackelii ingår i släktet bergbambusläktet, och familjen gräs. Inga underarter finns listade i Catalogue of Life.